# Susegana (przystanek kolejowy)
Susegana (włoski: Stazione di Susegana) – przystanek kolejowy w Ponte della Priula, w prowincji Treviso, w regionie Wenecja Euganejska, we Włoszech. Znajduje się na linii Wenecja – Udine.
Według klasyfikacji RFI posiada kategorię srebrną.
Dawniej stacja była również końcem dla linii kolejowej Montebelluna – Susegana, zamkniętej w 1966 roku.

## Charakterystyka
Stacja znajduje się zaledwie kilka metrów od rzeki Piave, przy moście, który łączy prawy i lewy brzeg Piave, a znajduje się pomiędzy dworcem kolejowym Conegliano i Spresiano.
Przystanek składa się z dwóch torów, po jednym na każdy peron boczny.
Jest obsługiwany tylko przez niektóre pociągi regionalne kursujące na linii kolejowej Wenecja – Udine.
Stacja wyposażona jest w automaty biletowe.

## Linie kolejowe
- Wenecja – Udine
- Montebelluna – Susegana - nieczynna i rozebrana

## Usługi
Usługi dostępne na przystanku:
- Przystanek autobusowy
- Przejście podziemne
- Toaleta